# Condado de Limerick (distrito electoral del Reino Unido)
El Condado de Limerick , también conocido como el Condado de Limerick , era un distrito electoral parlamentario en Irlanda, que devolvió a dos miembros del Parlamento (MP) a la Cámara de los Comunes del Parlamento del Reino Unido desde 1801 hasta 1885.  

## Límites
Esta circunscripción comprendía todo el condado de Limerick , excepto el distrito parlamentario de Limerick . 

## Miembros del Parlamento
| Año                   | 1er miembro                                          | 1er miembro                                          | Primera fiesta                                       | 2.º Miembro                                          | 2.º Miembro                                          | Segunda fiesta                                       |
| --------------------- | ---------------------------------------------------- | ---------------------------------------------------- | ---------------------------------------------------- | ---------------------------------------------------- | ---------------------------------------------------- | ---------------------------------------------------- |
| 1801, 1 de enero      |                                                      | John Waller                                          |                                                      |                                                      | William Odell                                        |                                                      |
| 1802, 22 de julio.    |                                                      |                                                      | Charles Silver Oliver                                |                                                      | William Odell                                        |                                                      |
| 1806, 22 de noviembre |                                                      | Windham Quin , luego Earl of Dunraven & Mt Earl      | Tory                                                 |                                                      | William Odell                                        |                                                      |
| 1818, 8 de julio      |                                                      | Windham Quin , luego Earl of Dunraven & Mt Earl      | Tory                                                 | Richard FitzGibbon , más tarde conde de Clare        | Whig                                                 |                                                      |
| 1820, 30 de marzo     |                                                      | Standish O'Grady, luego vizconde de Guillamore       | Whig                                                 | Richard FitzGibbon , más tarde conde de Clare        | Whig                                                 |                                                      |
| 1826, 23 de junio     |                                                      | Thomas Lloyd                                         | Tory                                                 | Richard FitzGibbon , más tarde conde de Clare        | Whig                                                 |                                                      |
| 1830, 2 de febrero    |                                                      | Standish O'Grady , luego el vizconde Guillamore      | Whig                                                 | Richard FitzGibbon , más tarde conde de Clare        | Whig                                                 |                                                      |
| 1830, 3 de mayo       |                                                      | James Hewitt Massy Dawson                            |                                                      | Richard FitzGibbon , más tarde conde de Clare        | Whig                                                 |                                                      |
| 1830, 10 de agosto    |                                                      | Standish O'Grady , luego vizconde de Guillamore      | Whig                                                 | Richard FitzGibbon , más tarde conde de Clare        | Whig                                                 |                                                      |
| 1835, 15 de enero     |                                                      | William Smith O'Brien                                | Whig                                                 | Richard FitzGibbon , más tarde conde de Clare        | Whig                                                 |                                                      |
| 1841, 10 jul.         |                                                      | William Smith O'Brien                                | Whig                                                 | Caleb Powell                                         | Whig                                                 |                                                      |
| 1847, 14 de agosto    |                                                      | William Smith O'Brien                                | Confederación irlandesa                              |                                                      | William Monsell , más tarde el barón Emly            | Peelite                                              |
| 1849, 1 de junio      |                                                      | Samuel Dickson                                       | Peelite                                              |                                                      | William Monsell , más tarde el barón Emly            | Peelite                                              |
| 1850, 14 de diciembre |                                                      | Wyndham Goold                                        | Whig                                                 |                                                      | William Monsell , más tarde el barón Emly            | Peelite                                              |
| 1854, diciembre       |                                                      | Stephen de Vere                                      | Whig                                                 |                                                      | William Monsell , más tarde el barón Emly            | Peelite                                              |
| 1859, 16 de mayo      |                                                      | Samuel Auchmuty Dickson                              | Conservador                                          |                                                      | William Monsell , más tarde el barón Emly            | Liberal                                              |
| 1865, 19 jul.         |                                                      | Edward John Synan                                    | Liberal                                              |                                                      | William Monsell , más tarde el barón Emly            | Liberal                                              |
| 1874, 11 de febrero   |                                                      | Edward John Synan                                    | Regla de casa                                        |                                                      | William Henry O'Sullivan                             | Regla de casa                                        |
| 1885                  | División dividida: ver East Limerick y West Limerick | División dividida: ver East Limerick y West Limerick | División dividida: ver East Limerick y West Limerick | División dividida: ver East Limerick y West Limerick | División dividida: ver East Limerick y West Limerick | División dividida: ver East Limerick y West Limerick |

## Elecciones

### Elecciones en la década de 1850.
La muerte de Dickson causó una elección parcial. 
| Partido               | Partido                                | Candidato                              | Votos      | %    | ±     |
| --------------------- | -------------------------------------- | -------------------------------------- | ---------- | ---- | ----- |
|                       | Whig                                   | Wyndham Goold                          | 239        | 42.2 |       |
|                       | Conservador                            | Samuel Auchmuty Dickson                | 199        | 35.2 |       |
|                       | Liga derecha del inquilino             | Michael Ryan                           | 128        | 22.6 |       |
| Mayoría               | Mayoría                                | Mayoría                                | 40         | 7.1  | N / A |
| Apagar                | Apagar                                 | Apagar                                 | 566        | 31.6 |       |
| Electores registrados | Electores registrados                  | Electores registrados                  | 1,793      |      |       |
|                       | Whig ganancia del confederado irlandés | Whig ganancia del confederado irlandés | Oscilación |      |       |

| Partido               | Partido                                | Candidato             | Votos         | %             | ±             |
| --------------------- | -------------------------------------- | --------------------- | ------------- | ------------- | ------------- |
|                       | Peelita                                | William Monsell       | Sin oposición | Sin oposición | Sin oposición |
|                       | Whig                                   | Wyndham Goold         | Sin oposición | Sin oposición | Sin oposición |
| Electores registrados | Electores registrados                  | Electores registrados | 5,079         |               |               |
|                       | Peelite bodega                         |                       |               |               |               |
|                       | Whig ganancia del confederado irlandés |                       |               |               |               |

Monsell fue nombrado secretario de artillería, lo que requirió una elección parcial. 
| Partido               | Partido               | Candidato             | Votos         | %             | ±             |
| --------------------- | --------------------- | --------------------- | ------------- | ------------- | ------------- |
|                       | Peelita               | William Monsell       | Sin oposición | Sin oposición | Sin oposición |
| Electores registrados | Electores registrados | Electores registrados | 6,249         |               |               |
|                       | Peelite bodega        |                       |               |               |               |

| Partido | Partido           | Candidato       | Votos         | %             | ±             |
| ------- | ----------------- | --------------- | ------------- | ------------- | ------------- |
|         | Whig              | Stephen de Vere | Sin oposición | Sin oposición | Sin oposición |
|         | Asimiento de whig |                 |               |               |               |

Monsell fue nombrado presidente de la Junta de Salud , requiriendo una elección parcial. 
| Partido               | Partido               | Candidato             | Votos         | %             | ±             |
| --------------------- | --------------------- | --------------------- | ------------- | ------------- | ------------- |
|                       | Peelita               | William Monsell       | Sin oposición | Sin oposición | Sin oposición |
| Electores registrados | Electores registrados | Electores registrados | 6,428         |               |               |
|                       | Peelite bodega        |                       |               |               |               |

| Partido               | Partido               | Candidato             | Votos         | %             | ±             |
| --------------------- | --------------------- | --------------------- | ------------- | ------------- | ------------- |
|                       | Peelita               | William Monsell       | Sin oposición | Sin oposición | Sin oposición |
|                       | Whig                  | Wyndham Goold         | Sin oposición | Sin oposición | Sin oposición |
| Electores registrados | Electores registrados | Electores registrados | 6,428         |               |               |
|                       | Peelite bodega        |                       |               |               |               |
|                       | Asimiento de whig     |                       |               |               |               |

| Partido               | Partido                                 | Candidato                               | Votos       | %          | ±     |
| --------------------- | --------------------------------------- | --------------------------------------- | ----------- | ---------- | ----- |
|                       | Liberal                                 | William Monsell                         | 4,020       | 44.6       | N / A |
|                       | Conservador                             | Samuel Auchmuty Dickson                 | 2,626       | 29.1       | N / A |
|                       | Liberal                                 | Edward John Synan                       | 2,369       | 26.3       | N / A |
| Apagar                | Apagar                                  | Apagar                                  | 4,508 (est) | 69.6 (est) | N / A |
| Electores registrados | Electores registrados                   | Electores registrados                   | 6,481       |            |       |
| Mayoría               | Mayoría                                 | Mayoría                                 | 1,394       | 15.5       | N / A |
|                       | liberal bodega                          | liberal bodega                          | Oscilación  |            |       |
| Mayoría               | Mayoría                                 | Mayoría                                 | 257         | 2.9        | N / A |
|                       | Ganancia conservadora de los liberales. | Ganancia conservadora de los liberales. | Oscilación  | N / A      |       |

### Elecciones en la década de 1860.
| Partido               | Partido                          | Candidato             | Votos         | %             | ±             |
| --------------------- | -------------------------------- | --------------------- | ------------- | ------------- | ------------- |
|                       | Liberal                          | William Monsell       | Sin oposición | Sin oposición | Sin oposición |
|                       | Liberal                          | Edward John Synan     | Sin oposición | Sin oposición | Sin oposición |
| Electores registrados | Electores registrados            | Electores registrados | 6,318         |               |               |
|                       | liberal bodega                   |                       |               |               |               |
|                       | Ganancia liberal del conservador |                       |               |               |               |

Monsell fue nombrado vicepresidente de la Junta de Comercio , requiriendo una elección parcial. 
| Partido               | Partido               | Candidato             | Votos         | %             | ±             |
| --------------------- | --------------------- | --------------------- | ------------- | ------------- | ------------- |
|                       | Liberal               | William Monsell       | Sin oposición | Sin oposición | Sin oposición |
| Electores registrados | Electores registrados | Electores registrados | 6,318         |               |               |
|                       | liberal bodega        |                       |               |               |               |

| Partido               | Partido               | Candidato             | Votos         | %             | ±             |
| --------------------- | --------------------- | --------------------- | ------------- | ------------- | ------------- |
|                       | Liberal               | William Monsell       | Sin oposición | Sin oposición | Sin oposición |
|                       | Liberal               | Edward John Synan     | Sin oposición | Sin oposición | Sin oposición |
| Electores registrados | Electores registrados | Electores registrados | 6,571         |               |               |
|                       | liberal bodega        |                       |               |               |               |
|                       | liberal bodega        |                       |               |               |               |

### Elecciones en la década de 1870.
Monsell fue nombrado director general de Correos del Reino Unido , requiriendo una elección parcial. 
| Partido               | Partido               | Candidato             | Votos         | %             | ±             |
| --------------------- | --------------------- | --------------------- | ------------- | ------------- | ------------- |
|                       | Liberal               | William Monsell       | Sin oposición | Sin oposición | Sin oposición |
| Electores registrados | Electores registrados | Electores registrados | 6,489         |               |               |
|                       | liberal bodega        |                       |               |               |               |

| Partido               | Partido                                 | Candidato                | Votos       | %          | ±     |
| --------------------- | --------------------------------------- | ------------------------ | ----------- | ---------- | ----- |
|                       | Regla del hogar                         | William Henry O'Sullivan | 3,521       | 47.8       | N / A |
|                       | Regla del hogar                         | Edward John Synan        | 2,856       | 38.7       | N / A |
|                       | Regla del hogar                         | John James Kelly         | 995         | 13.5       | N / A |
| Mayoría               | Mayoría                                 | Mayoría                  | 1,861       | 25.2       | N / A |
| Apagar                | Apagar                                  | Apagar                   | 3,686 (est) | 58.5 (est) | N / A |
| Electores registrados | Electores registrados                   | Electores registrados    | 6,300       |            |       |
|                       | Regla de casa ganancia de los liberales |                          |             |            |       |
|                       | Regla de casa ganancia de los liberales |                          |             |            |       |

### Elecciones en la década de 1880.
| Partido               | Partido                       | Candidato                | Votos         | %             | ±             |
| --------------------- | ----------------------------- | ------------------------ | ------------- | ------------- | ------------- |
|                       | Regla del hogar               | Edward John Synan        | Sin oposición | Sin oposición | Sin oposición |
|                       | Home Rule League (Parnellite) | William Henry O'Sullivan | Sin oposición | Sin oposición | Sin oposición |
| Electores registrados | Electores registrados         | Electores registrados    | 6,072         |               |               |
|                       | Home Rule hold                |                          |               |               |               |
|                       | Home Rule hold                |                          |               |               |               |